# Бранд-Эрбисдорф
Бранд-Эрбисдорф (нем. Brand-Erbisdorf) — город в Германии, в земле Саксония. Подчинён административному округу Хемниц. Входит в состав района Средняя Саксония.  Население составляет 10544 человека (на 31 декабря 2010 года). Занимает площадь 46,24 км². Официальный код  —  14 1 77 030.
Город подразделяется на 6 городских районов.

## Фотографии

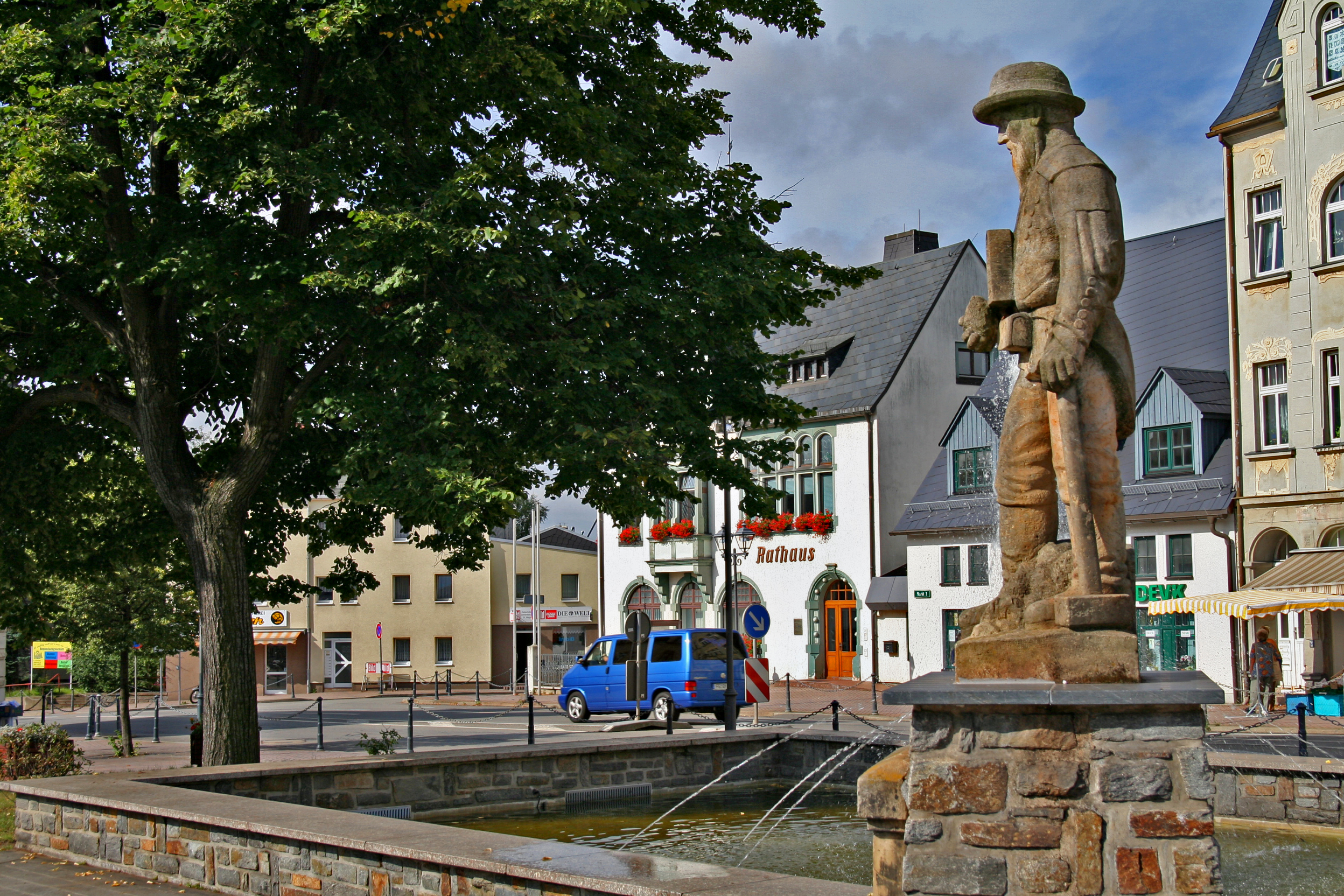
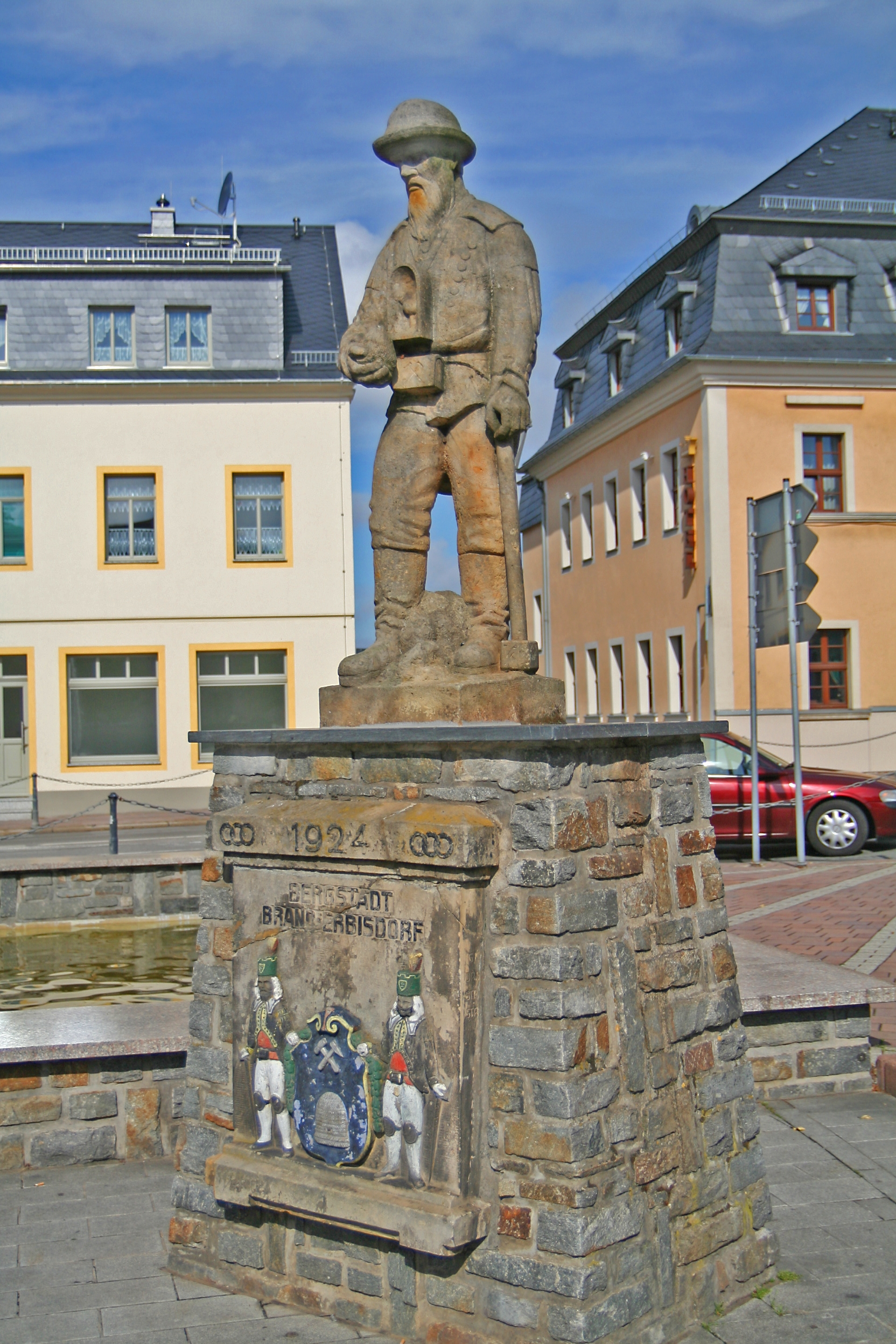
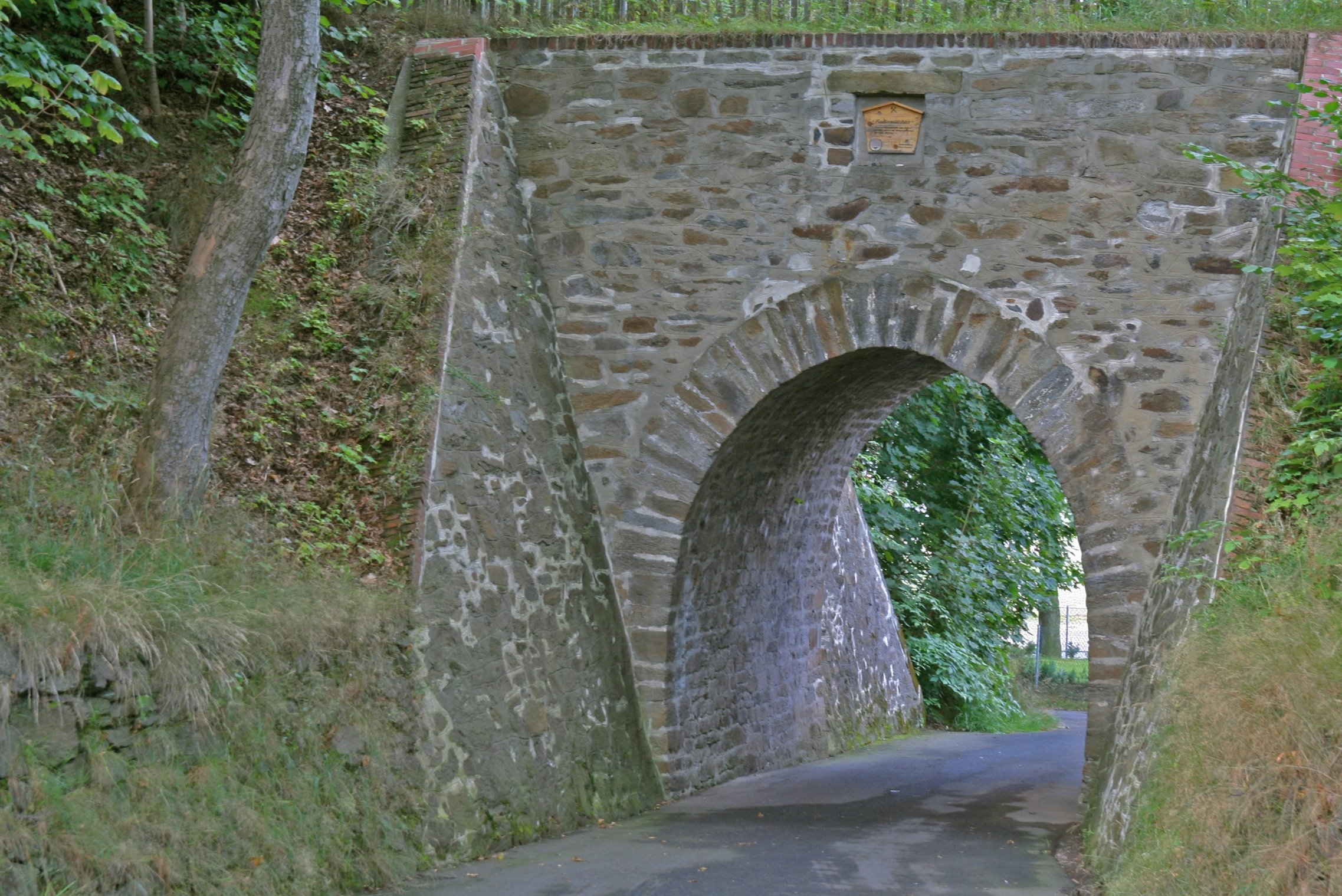